# Marcus Ericsson
Marcus Ericsson (Kumla, 2. rujna 1990.) je švedski bivši vozač Formule 1, aktualni vozač IndyCar serije.

## Karijera
Godine 2007. osvaja naslov u britanskoj Formuli BMW.
Godine 2009. postaje prvak japanske Formule 3.
Godine 2014. debitira u Formuli 1, s momčadi Caterham. Momčadski kolega mu je Japanac Kamui Kobayashi. Sezonu završava na 19. mjestu bez osvojenog boda. Najbolji plasman mu je 11. mjesto na VN Monaka.
Godine 2015. s Brazilcem Felipeom Nasrom potpisuje za momčad Sauber. Na VN Australije završava na 8. mjestu, te osvaja prve bodove u karijeri Formule 1.

## Naslovi
- Formula BMW UK 2007.
- Japanese Formula Three 2009.

## Rezultati u Formuli 1
| Sezona | Momčad                    | Šasija        | Motor                           | Utrke | Pobjede | Podiji | Bodovi | Plasman |
| ------ | ------------------------- | ------------- | ------------------------------- | ----- | ------- | ------ | ------ | ------- |
| 2014.  | Caterham F1 Team          | Caterham CT05 | Renault Energy F1‑2014 1.6 V6 t | 16    | 0       | 0      | 0      | 19.     |
| 2015.  | Sauber F1 Team            | Sauber C34    | Ferrari 060 1.6 V6 t            | 19    | 0       | 0      | 9      | 18.     |
| 2016.  | Sauber F1 Team            | Sauber C35    | Ferrari 060 1.6 V6 t            | 21    | 0       | 0      | 0      | 22.     |
| 2017.  | Sauber F1 Team            | Sauber C36    | Ferrari 061 1.6 V6 t            | 20    | 0       | 0      | 0      | 20.     |
| 2018.  | Alfa Romeo Sauber F1 Team | Sauber C37    | Ferrari 062 EVO 1.6 V6 t        | 21    | 0       | 0      | 9      | 17.     |